# Cerastium dubium
Espèce
Synonymes
- Alsine viscida E. H. L. Krause
- Arenaria anomala (Waldst. & Kit. ex Willd.) Shinners
- Cerastium anomalum Waldst. & Kit. (synonyme ambigu)
- Cerastium dubium (Bast.) O. Schwarz
- Cerastium mauritanicum Pomel
- Dichodon anomalum (Rchb.) Rchb.
- Dichodon dubium (Bast.) Ikonn.
- Dichodon viscidum (M. Bieb.) Holub
- Holosteum dichotomum C. Koch
- Provancheria dubia (Bast.) B. Boiv.
- Stellaria anomala Rchb.
- Stellaria cerastoides Merlet ex Steud. (synonyme ambigu)
- Stellaria dubia Bast.
- Stellaria sabulosa Fisch. ex DC.
- Stellaria viscida Bieb.[2]

Cerastium dubium, de noms communs Céraiste douteux, Céraiste aberrant ou Stellaire visqueuse, est une espèce de plantes à fleurs annuelle de la famille des Caryophyllaceae et du genre Cerastium, originaire d'Europe.

## Description

### Appareil végétatif

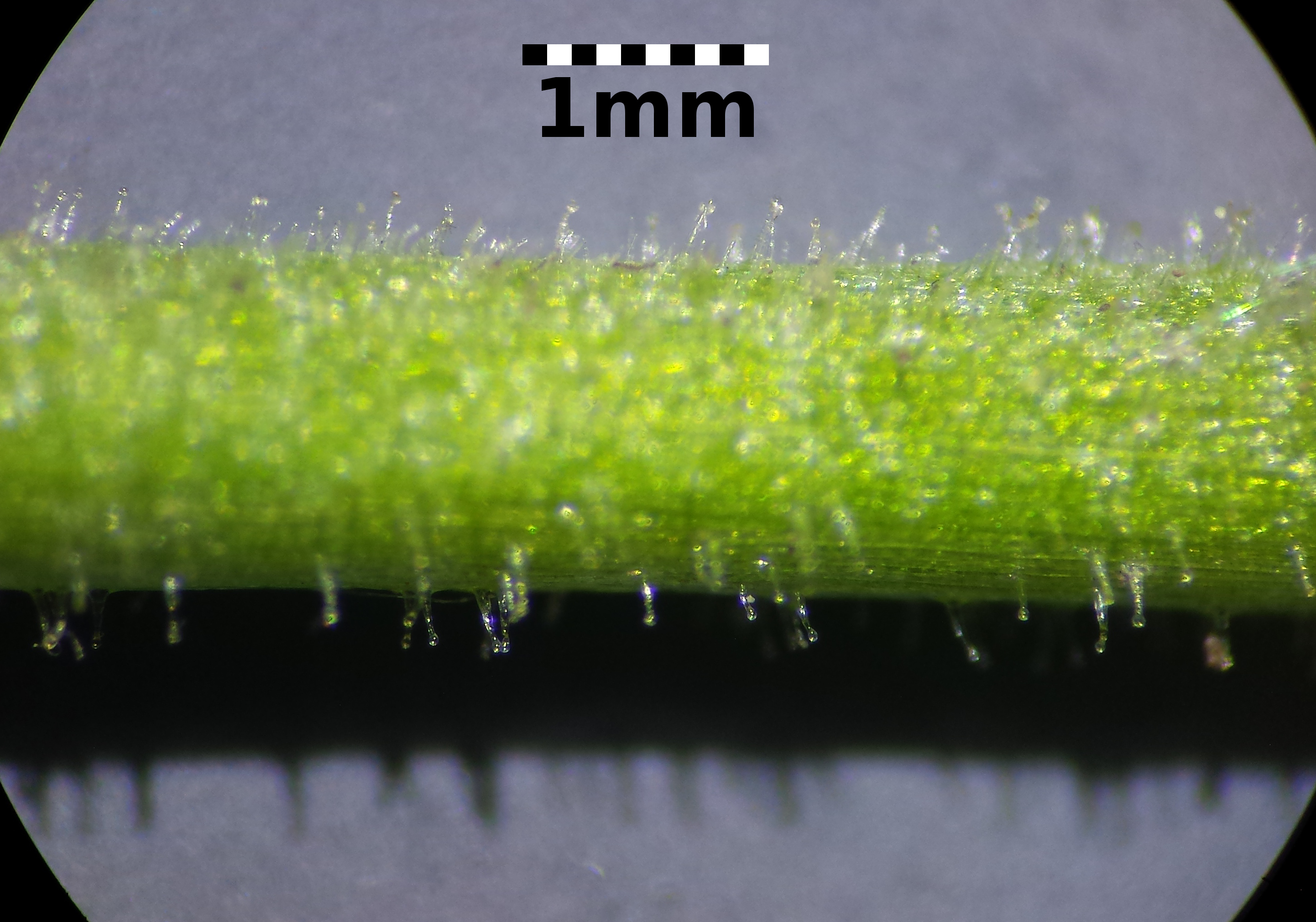
Tige (détail).
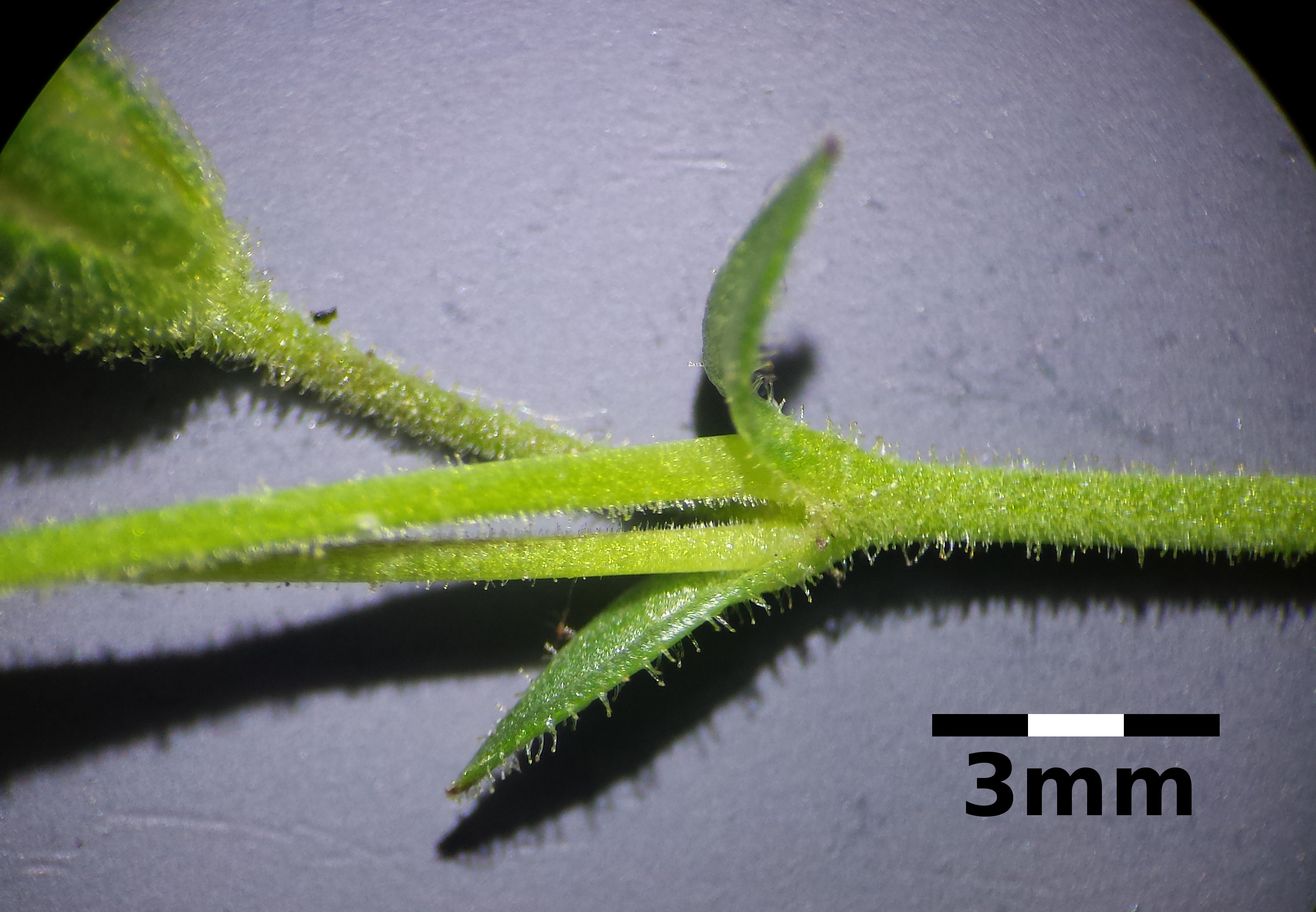
Tige et feuilles (détail).
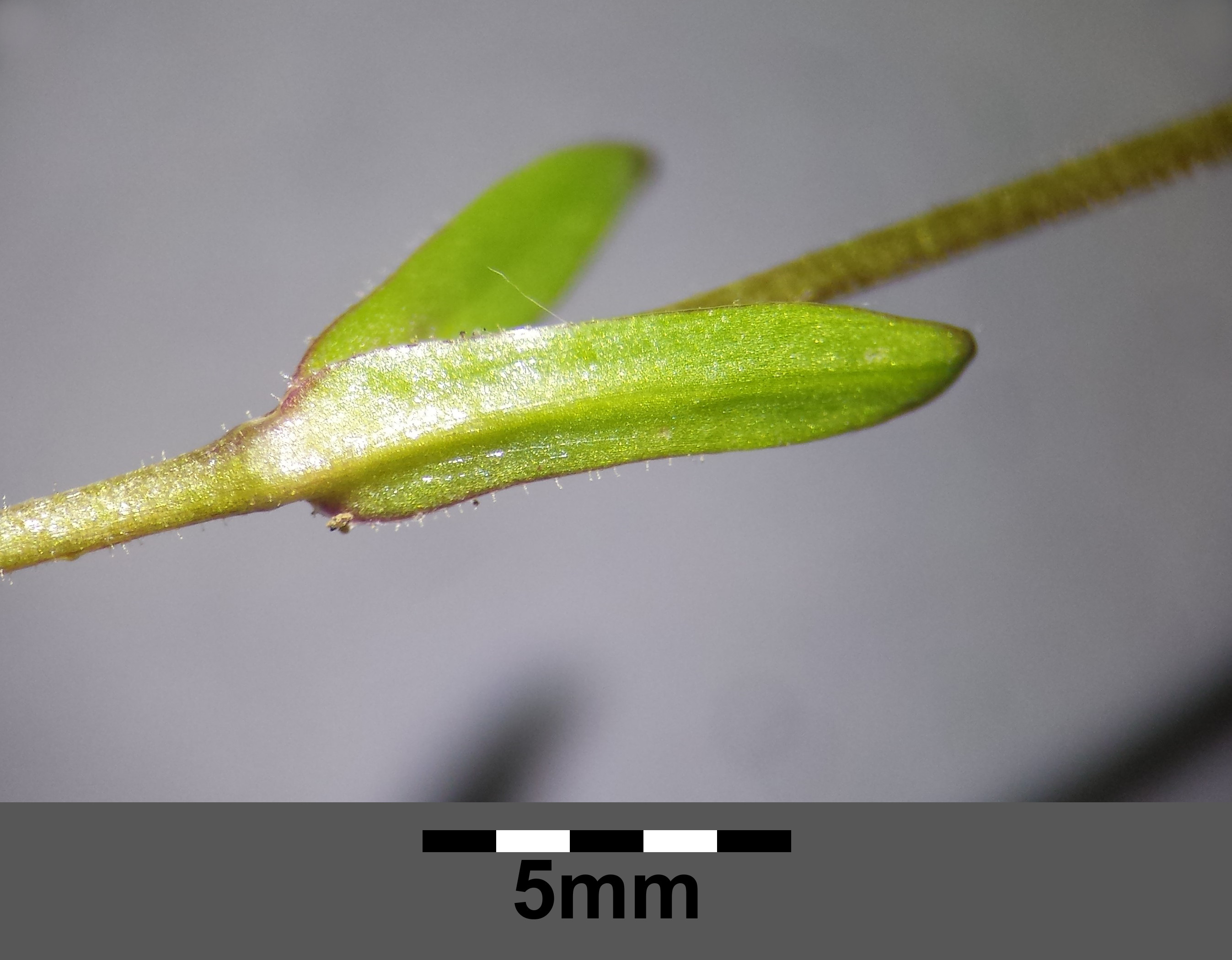
Feuilles (détail).

C'est une plante annuelle. La tige est genouillée, assez grêle, de 10 à 35 cm de hauteur, pubescente-glanduleuse au sommet. Les feuilles sont ciliées à la base, souvent velues-glanduleuses, les caulinaires étroites, sublinéaires, les basales plus longues, spatulées.

### Appareil reproducteur

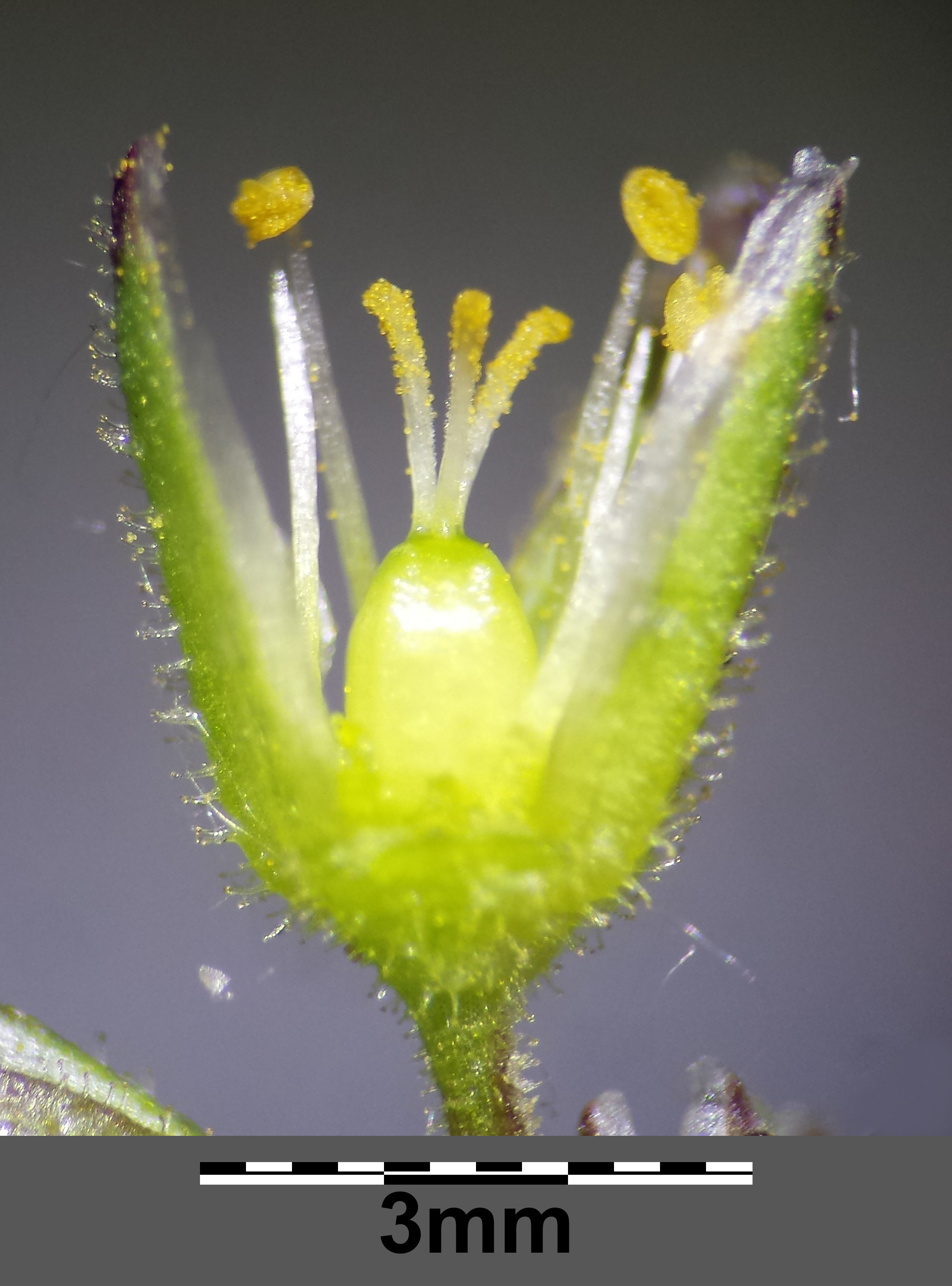
Détails de la fleurs, avec les trois styles caractéristiques.
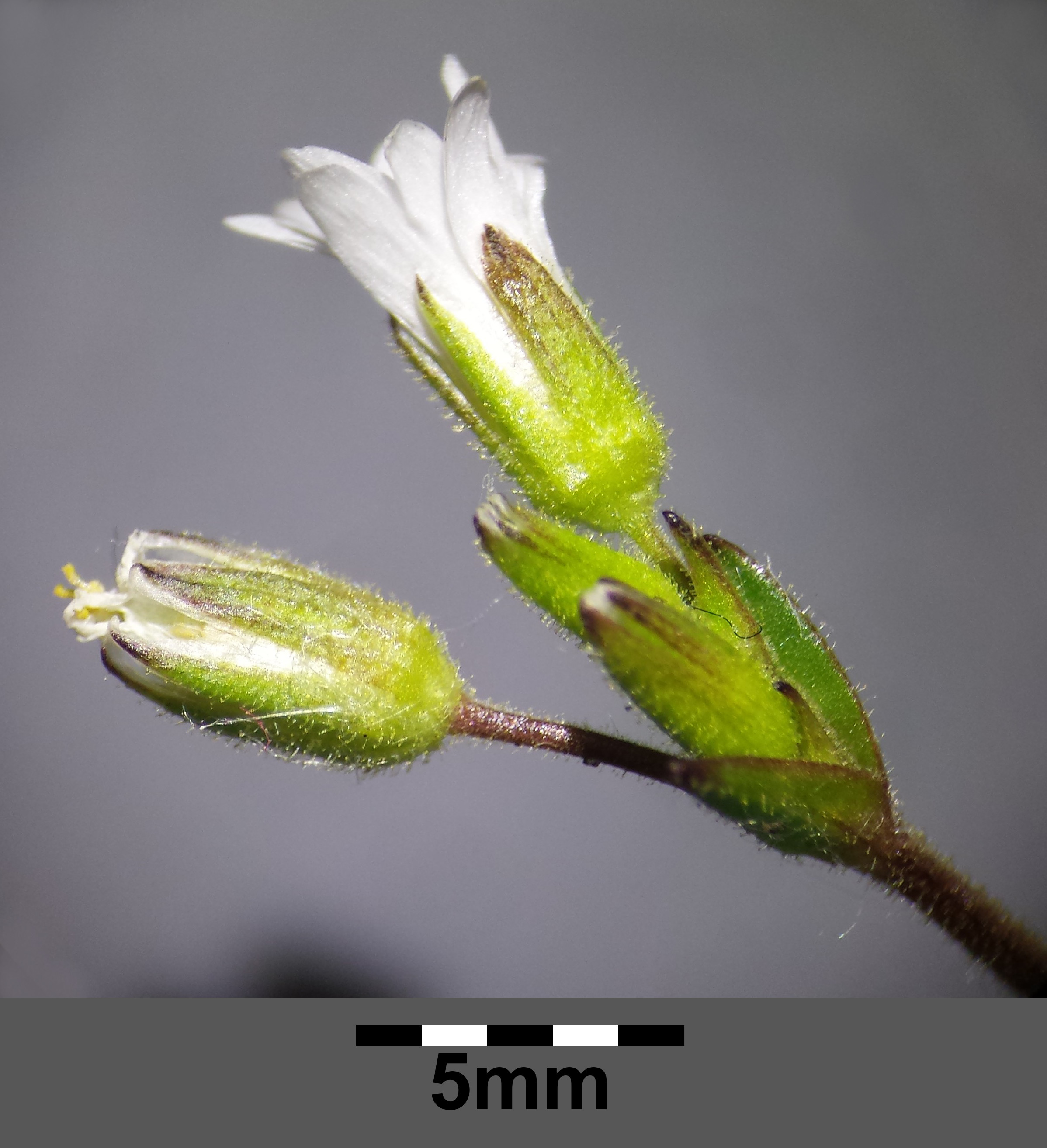
Fleurs.
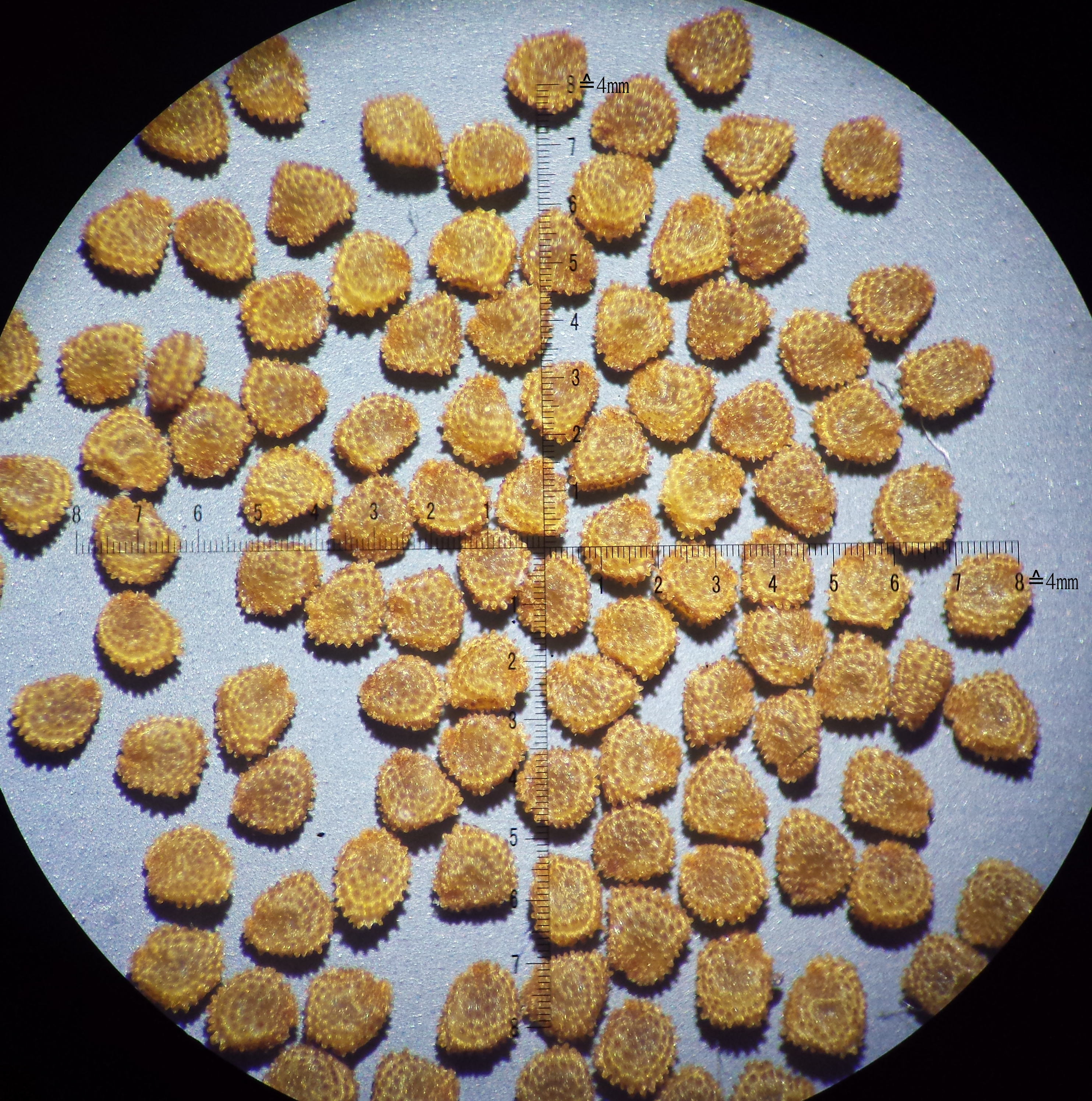
Graines.

L'inflorescence est en cyme pauciflore lâche ; les bractées sont herbacées, non membraneuses ; les pédoncules floraux sont dressés, inégaux, au moins aussi longs que le calice. Les fleurs sont blanches, grandes ; les sépales sont lancéolés-aigus, à trois nervures, pubescents extérieurement, scarieux au bord et au sommet ; les pétales sont blancs, fortement échancrés, plus longs que les sépales ; il y a trois styles. Le fruit est une capsule s'ouvrant par six dents. La floraison se déroule d'avril à juin.

### Confusions possibles
La détermination des Cerastium est souvent difficile, et implique des échantillons complets (fleurs et fruits, graines...). C. dubium est cependant assez facile à reconnaître à ses feuilles velues-glanduleuses, à ses trois styles, et à son caractère de plante annuelle.

## Habitat et écologie

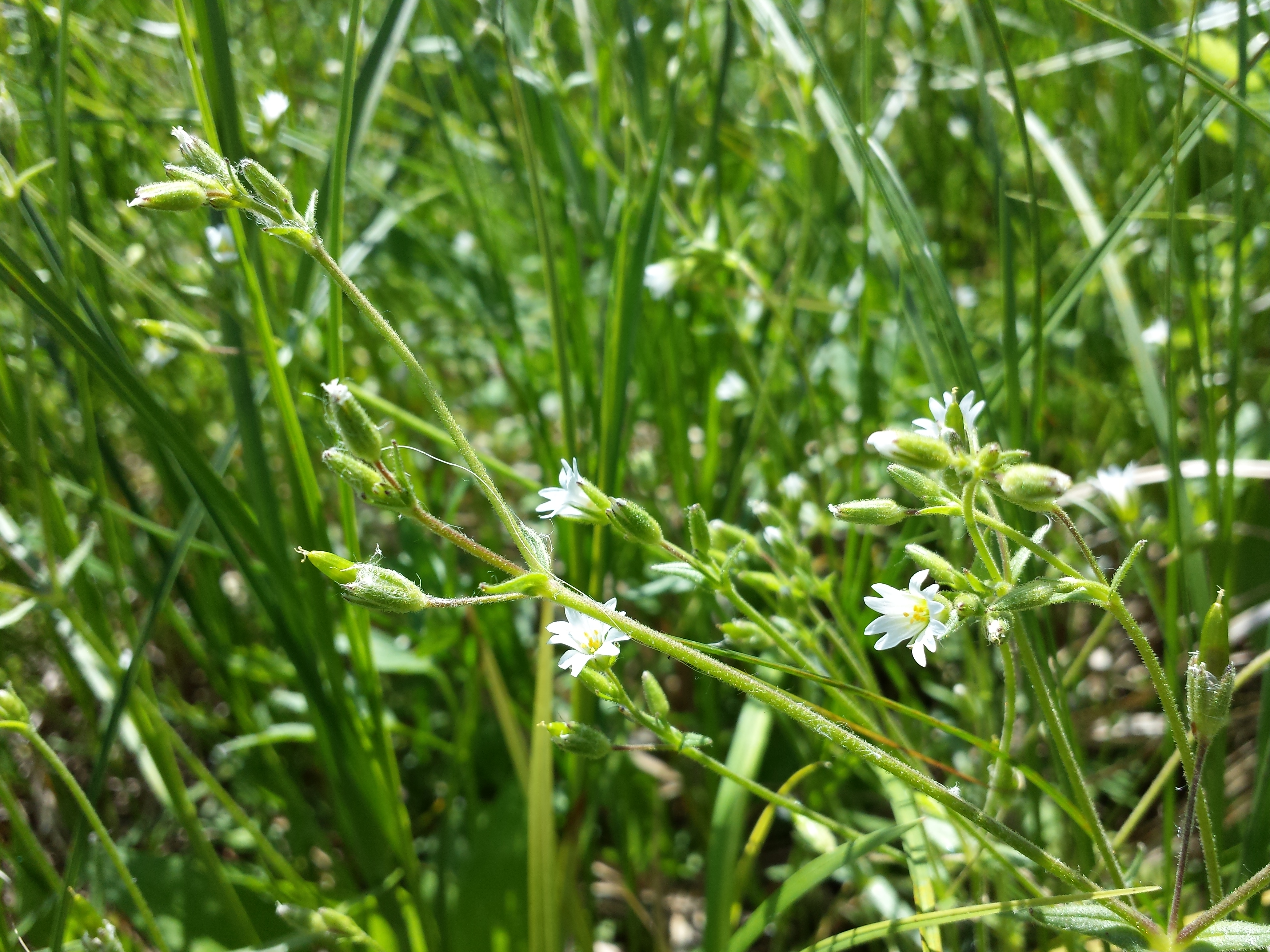
Cerastium dubium dans son habitat.

L'espèce est thérophyte ; elle peut être localement abondante. Elle pousse dans les pâturages temporairement inondés, les bords des chemins dans les prairies humides.

## Répartition
Cette espèce a pour aire de répartition l'Europe méridionale et centrale, de l'Espagne à la Crimée, au nord jusqu'en France, en Pologne, en Russie ; elle est aussi présente en Asie occidentale et au Maghreb. En France, elle pousse çà et là, disséminée dans les régions atlantiques, des Landes à l'Anjou et à la Touraine, et, plus rarement, en Lorraine.

## Menaces et conservation
Le Céraiste douteux est globalement rare, et vulnérable, sur tout le territoire français. L'espèce est menacée par la dégradation ou la destruction de ses milieux, souvent fragiles. Elle est « en danger critique d'extinction » (CR) dans le Centre-Val-de-Loire et « en danger » (EN) dans le Poitou-Charentes.